# Condado de Madison (Arkansas)
El condado de Madison (en inglés: Madison County) es un condado en el estado estadounidense de Arkansas. En el censo de 2000 el condado tenía una población de 14 243 habitantes. La sede de condado es Huntsville. Fue fundado el 30 de septiembre de 1836 y fue nombrado en honor a James Madison, el cuarto Presidente de los Estados Unidos. El condado es parte del área metropolitana de Fayetteville–Springdale–Rogers.

## Geografía
Según la Oficina del Censo, el condado tiene un área total de 2170 km² (837 sq mi), de la cual 0,78 km² (0,3 sq mi) es agua.

### Condados adyacentes
- Condado de Carroll (norte)
- Condado de Newton (este)
- Condado de Johnson (sureste)
- Condado de Franklin (sur)
- Condado de Crawford (suroeste)
- Condado de Washington (oeste)
- Condado de Benton (noroeste)

### Áreas protegidas nacionales
- Ozark-St. Francis National Forest

## Autopistas importantes
- U.S. Route 412
- Ruta Estatal de Arkansas 12
- Ruta Estatal de Arkansas 16
- Ruta Estatal de Arkansas 21
- Ruta Estatal de Arkansas 23
- Ruta Estatal de Arkansas 45
- Ruta Estatal de Arkansas 74

## Demografía
En el  censo de 2000, hubo 14 243 personas, 5463 hogares, y 4080 familias residiendo en el condado. La densidad poblacional era de 17 personas por milla cuadrada (7/km²). En el 2000 había 6537 unidades unifamiliares en una densidad de 8 por milla cuadrada (3/km²). La demografía del condado era de 95,94% blancos, 0,11% afroamericanos, 1,22% amerindios, 0,06% asiáticos, 0,09% isleños del Pacífico, 1,47% de otras razas y 1,10% de dos o más razas. 3,06% de la población era de origen hispano o latino de cualquier raza. 
La renta promedio para un hogar del condado era de $27 895 y el ingreso promedio para una familia era de $32 910. En 2000 los hombres tenían un ingreso per cápita de $24 911 versus $18 786 para las mujeres. La renta per cápita para el condado era de $14 736 y el 18,60% de la población estaba bajo el umbral de pobreza nacional.

## Ciudades y pueblos
- Hindsville
- Huntsville
- St. Paul